# Copris basilewskyi
Copris basilewskyi là một loài bọ cánh cứng trong họ Bọ hung (Scarabaeidae).